# Siêu hình học

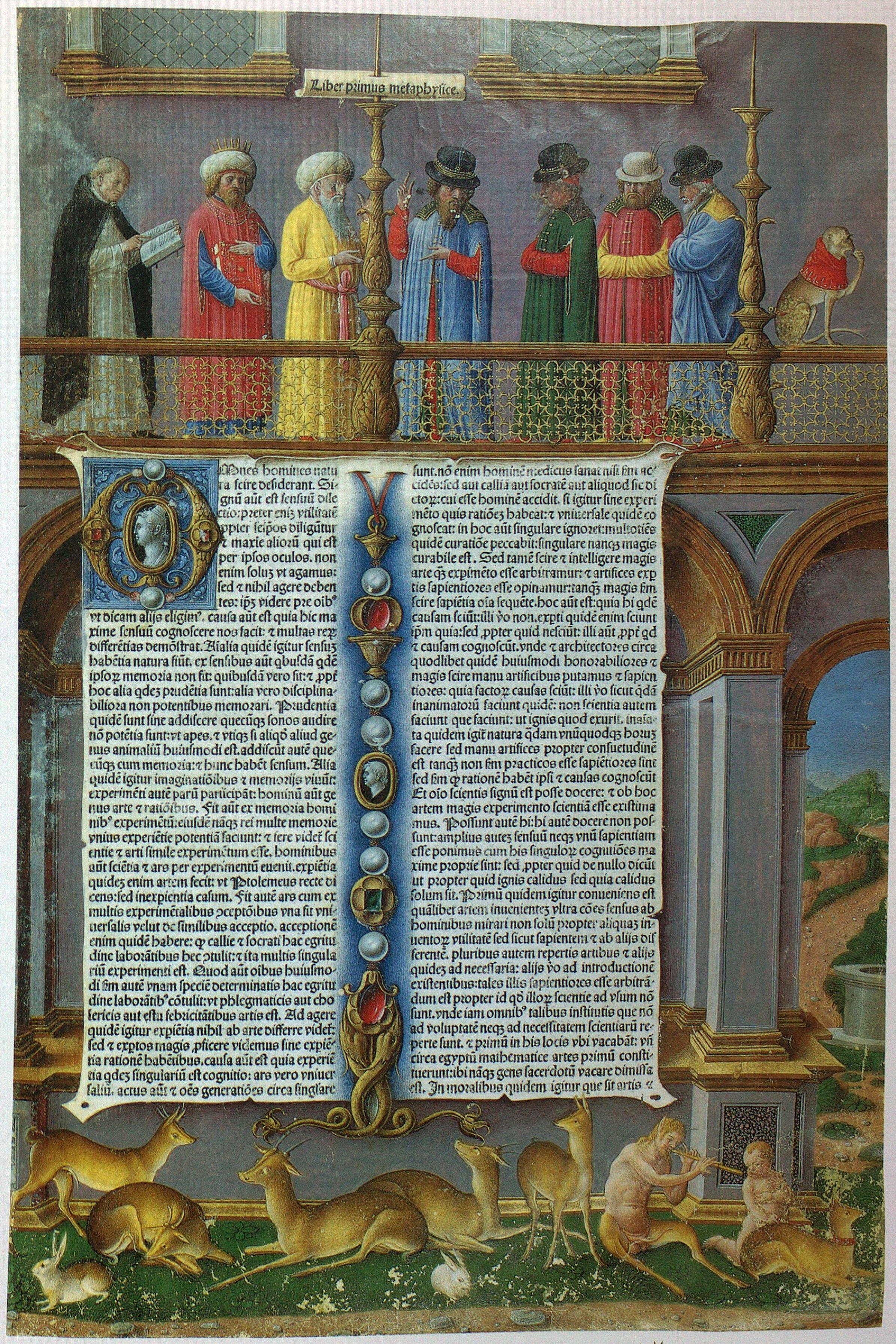
Trang đầu của tác phẩm Siêu hình học của Aristoteles, một trong những văn bản nền tảng của lĩnh vực này.

Siêu hình học, còn gọi là hình nhi thượng học, là một nhánh của triết học nghiên cứu các nguyên lý căn bản của thực tại. Theo truyền thống, siêu hình học được coi là lĩnh vực nghiên cứu các đặc điểm độc lập với ý thức con người trong thế giới. Tuy nhiên, cũng có học phái xem siêu hình học như một cuộc truy vấn về khuôn khổ khái niệm của nhận thức con người, tức là cách chúng ta lĩnh hội và hòa hợp với bản thể của thế giới. Một số triết gia, bao gồm Aristoteles, đã gọi siêu hình học là triết học tiên khởi nhằm nhấn mạnh rằng nó cơ bản hơn so với các hình thức nghiên cứu triết học khác.
Siêu hình học bao gồm nhiều chủ đề mang tính trừu tượng và phổ quát. Nó tìm hiểu bản chất của sự tồn tại, những đặc điểm mà mọi thực thể đều chia sẻ, cũng như cách phân loại chúng vào các phạm trù khác nhau của hữu thể. Một sự phân chia quan trọng là giữa tính cụ thể và tính phổ quát. Tính cụ thể đề cập đến những thực thể đơn lẻ, chẳng hạn như một quả táo cụ thể. Ngược lại, tính phổ quát chỉ các thuộc tính chung mà nhiều thực thể cùng chia sẻ, như sắc đỏ của quả táo. Siêu hình học thể thức là sự tìm hiểu ý nghĩa của những khái niệm như cái khả hữu và cái tất yếu. Không chỉ dừng lại ở đó, siêu hình học còn mở rộng đến việc chiêm nghiệm không gian, thời gian, sự biến đổi và mối liên hệ giữa chúng với nhân quả và các định luật tự nhiên. Những vấn đề khác như mối quan hệ giữa tâm thức và vật chất, khả năng tiên định của vũ trụ, hay sự tồn tại của ý chí tự do cũng là những nội dung trọng tâm trong lĩnh vực này.
Các nhà siêu hình học vận dụng nhiều phương pháp khác nhau để tiến hành nghiên cứu. Từ xưa, các nhà siêu hình học chủ yếu dựa vào trực giác lý tính và suy luận trừu tượng, nhưng trong thời gian gần đây đã kết hợp thêm các phương pháp thực nghiệm liên quan đến các lý thuyết khoa học. Do tính chất trừu tượng của đối tượng nghiên cứu, siêu hình học thường đối mặt với sự hoài nghi về độ tin cậy của phương pháp, cũng như ý nghĩa thực tiễn của các học thuyết mà nó đưa ra. Dẫu vậy, siêu hình học vẫn đóng vai trò quan trọng trong nhiều lĩnh vực nghiên cứu, nơi các khái niệm và giả định siêu hình thường xuyên được sử dụng một cách mặc nhiên không qua kiểm chứng.
Căn nguyên của siêu hình học bắt nguồn từ những suy tư sơ khởi về vũ trụ trong thời cổ đại. Những dòng tư tưởng này xuất hiện trong bộ kinh điển Áo nghĩa thư của Ấn Độ cổ đại, tư tưởng Đạo gia trong Trung Quốc cổ đại và Triết học tiền Socrates ở Hy Lạp cổ đại. Vào thời kỳ Trung Cổ ở châu Âu, các cuộc thảo luận về bản chất của cái phổ quát chịu ảnh hưởng sâu sắc từ triết học của Platon và Aristoteles. Đến thời kỳ cận đại, nhiều hệ thống siêu hình học toàn diện xuất hiện, trong đó nhiều hệ thống chấp nhận quan điểm duy tâm. Thế kỷ 20 chứng kiến sự phê phán mạnh mẽ đối với siêu hình học truyền thống, đặc biệt là chủ nghĩa duy tâm, dẫn đến sự hình thành các cách tiếp cận mới trong nghiên cứu siêu hình học.

## Định nghĩa
Siêu hình học là ngành nghiên cứu về những đặc điểm tổng quát nhất của thực tại, bao gồm tồn tại, sự vật và các thuộc tính của chúng, khả thể và tất yếu, không gian và thời gian, sự biến đổi, nhân quả và mối quan hệ giữa tâm thức và vật chất. Đây được coi là một trong những ngành triết học cổ xưa nhất của nhân loại.
Bản chất chính xác của siêu hình học vẫn là chủ đề gây tranh cãi và cách định nghĩa nó đã biến đổi qua từng giai đoạn lịch sử. Một số cách tiếp cận xem siêu hình học như một lĩnh vực thống nhất, đưa ra các định nghĩa khái quát như "nghiên cứu những câu hỏi nền tảng về bản chất của thực tại" hoặc "truy vấn bản chất của mọi sự vật". Trong khi đó, các cách tiếp cận khác tỏ ra hoài nghi về sự tồn tại của những đặc điểm chung giữa các lĩnh vực khác nhau của siêu hình học. Thay vào đó, họ đưa ra cách định nghĩa chi tiết hơn bằng cách liệt kê các chủ đề chính mà các nhà siêu hình học nghiên cứu. Một số định nghĩa mang tính mô tả, tìm cách phản ánh chính xác những gì các nhà siêu hình học thực hiện; trong khi các định nghĩa khác lại mang tính quy phạm, đề xuất những gì các nhà siêu hình học nên làm.
Hai định nghĩa có sức ảnh hưởng lớn trong triết học cổ đại và trung cổ mô tả siêu hình học như khoa học về các nguyên nhân đầu tiên và là nghiên cứu về "hữu thể với tư cách là hữu thể", tức là tìm hiểu những điểm chung cốt lõi của mọi thực thể và sự phân loại chúng vào các phạm trù nền tảng của tồn tại. Bước sang thời kỳ hiện đại, phạm vi siêu hình học được mở rộng đáng kể, bao gồm những vấn đề như sự phân biệt giữa tâm trí và thân thể hay câu hỏi về tự do ý chí. Một số triết gia, tiếp nối tư tưởng của Aristoteles, gọi siêu hình học là "triết học tiên khởi", nhấn mạnh rằng đây là lĩnh vực nghiên cứu cơ bản nhất, đóng vai trò nền tảng cho mọi nhánh triết học khác theo một cách nào đó.

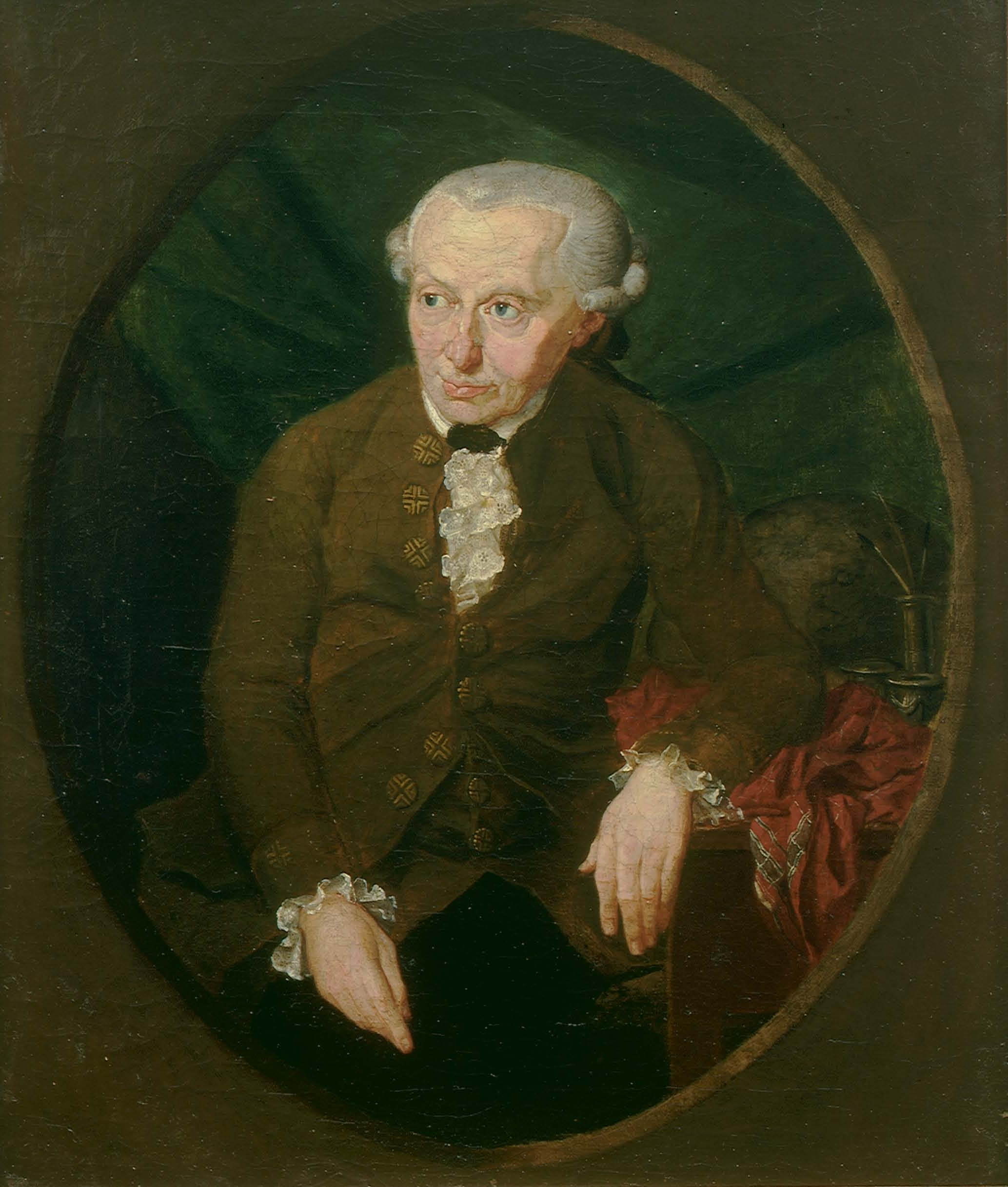
Immanuel Kant quan niệm siêu hình học từ góc độ triết học phê phán như một ngành nghiên cứu các nguyên lý làm nền tảng cho mọi tư duy và trải nghiệm của con người.

Siêu hình học, theo truyền thống, được hiểu là sự khảo cứu các đặc điểm của thực tại độc lập với tâm trí. Tuy nhiên, từ triết học phê phán của Immanuel Kant, một luồng quan điểm thay thế đã nổi lên, nhấn mạnh vào các khung khái niệm thay vì thực tại ngoại tại. Kant phân biệt rõ giữa siêu hình học siêu việt, nhằm mô tả các đặc tính khách quan của thực tại vượt khỏi giới hạn của kinh nghiệm giác quan, và siêu hình học phê phán, vốn chú trọng đến những nguyên lý và khía cạnh làm nền tảng cho mọi tư duy và trải nghiệm của con người. Triết gia P. F. Strawson tiếp nối dòng tư duy này, đào sâu vai trò của khung khái niệm trong siêu hình học, bằng cách phân chia thành hai nhánh: siêu hình học mô tả và siêu hình học cải cách. Siêu hình học mô tả tìm cách hệ thống hóa các khung khái niệm vốn được sử dụng để lý giải thế giới, trong khi siêu hình học cải cách lại hướng đến việc kiến tạo những khung khái niệm mới, mang tính hiệu chỉnh và cải tiến hơn.
Siêu hình học khác với các ngành khoa học riêng lẻ bởi nó nghiên cứu các khía cạnh tổng quát và trừu tượng nhất của thực tại. Ngược lại, các ngành khoa học cụ thể tập trung vào những khía cạnh cụ thể và hữu hình hơn, giới hạn trong những loại thực thể nhất định, chẳng hạn như vật chất trong vật lý, sinh thể trong sinh học, hay văn hóa trong nhân loại học. Tuy vậy, vẫn có tranh luận về việc liệu sự khác biệt này là một ranh giới tuyệt đối hay chỉ là một phổ liên tục.

### Từ nguyên
Từ siêu hình học trong tiếng Việt bắt nguồn từ cách đọc Hán-Việt của ba chữ 超形學.
Từ metaphysics trong tiếng Anh bắt nguồn từ tiếng Hy Lạp cổ đại với hai từ metá (μετά, nghĩa là 'sau', 'vượt trên', hoặc 'bên ngoài') và phusiká (φυσικά), viết tắt của cụm ta metá ta phusiká, có nghĩa là "những gì đến sau vật lý." Cụm từ này thường được hiểu theo nghĩa rằng siêu hình học nghiên cứu những vấn đề, bởi tính khái quát và toàn diện của chúng, nằm ngoài phạm vi của vật lý học với trọng tâm là quan sát thực nghiệm. Thuật ngữ này có lẽ xuất hiện một cách tình cờ trong lịch sử khi tác phẩm của Aristoteles về lĩnh vực này được biên soạn và xuất bản. Aristoteles không trực tiếp sử dụng thuật ngữ này, nhưng biên tập viên của ông (có thể là Andronikos thành Rhodos) có lẽ đã đặt tên như vậy để chỉ rằng tác phẩm này nên được nghiên cứu sau cuốn sách về vật lý học của Aristoteles – hiểu theo nghĩa đen là "sau vật lý". Thuật ngữ này sau đó được du nhập vào tiếng Anh qua tiếng Latinh, metaphysica.

## Cuớc chú
1. ↑  Philosophers engaged in metaphysics are called metaphysicians or metaphysicists.[2] Outside the academic discourse, the term metaphysics is sometimes used in a different sense for the study of occult and paranormal phenomena, like metaphysical healing, auras, and the power of pyramids.[3]
2. ↑  For example, the metaphysical problem of causation is relevant both to epistemology, as a factor involved in perceptual knowledge, and ethics, in regard to moral responsibility for the consequences caused by one's actions.[8]